# La Champenoise
La Champenoise – miejscowość i gmina we Francji, w Regionie Centralnym, w departamencie Indre.
Według danych na rok 1990 gminę zamieszkiwało 261 osób, a gęstość zaludnienia wynosiła 6 osób/km² (wśród 1842 gmin Regionu Centralnego La Champenoise plasuje się na 880. miejscu pod względem liczby ludności, natomiast pod względem powierzchni na miejscu 135.).